# Monsieur Ibrahim et les fleurs du Coran
Monsieur Ibrahim et les fleurs du Coran este un film francez din 2003, regizat de François Dupeyron și cu Omar Sharif în rolul principal.